# 밴시 (스타크래프트)
밴시(영어: Banshee)는 스타크래프트 2 종족인 테란의 유닛이다. 우주공항에서 생산이 가능한 유닛이다. 

## 특징
밴시는 스타크래프트 2에서 새롭게 추가된 유닛이다. 전작인 스타크래프트와 리마스터 버전인 스타크래프트 리마스터에 등장하는 망령을 대체하는 유닛이지만 망령과는 달리 공대지만 공격 가능한 유닛이며 이로 인해 공중전보단 지상 힘싸움, 일꾼 견제, 기지 방어, 특정 지상 유닛 암살, 적의 확장 기지 기습, 주요 건물 파괴와 같은 역할을 주로 수행한다. 밴시는 망령을 계승한 유닛인만큼 망령이 사용했던 은폐 기능을 사용하여 자신을 일정 시간 동안 25의 마나를 소모하여 은폐하는 것이 가능하다. 또한 경장갑 특성이기 때문에 유닛간의 상성을 크게 타지않는 것도 밴시의 장점이 된다. 밴시의 경우는 같은 공중 유닛을 공격못하는 공대지 공중 유닛인만큼 적이 같은 공중 유닛으로 밴시를 대응한다면 반드시 바이킹, 해방선, 밤까마귀, 전투순양함과 같은 공대공이 되는 공중 유닛이나 토르, 사이클론, 땅거미 지뢰, 유령, 해병과 같이 지대공이 되는 지상 유닛, 미사일 포탑, 벙커의 호위를 반드시 받아서 이런 단점을 상쇄해야 한다. 밴시를 생산하는데 필요한 선행 건물의 조건은 우주공항에 애드온된 기술실이다. 우주공항에 애드온된 기술실에서는 밴시의 은폐 능력 연구, 초비행 회전날개의 업그레이드가 가능하다. 밴시를 생산하는데 필요한 자원, 인구수, 생산 시간은 광물:150, 가스:100, 인구수:2, 생산 시간:60초이다. 유닛의 능력치는 체력:140, 기본 방어력:0, 공대지 공격:12의 능력치를 가지고 있다. 스타크래프트 2의 캠페인과 협동전에서는 망령과도 같이 사용하는 것이 가능하며 스타크래프트 2의 캠페인과 협동전에서 나오는 밴시는 스펙트럼 대역 흡수기와 충격 미사일 포대를 추가로 사용가능하여 강력한 공대지 화력 유닛으로 활용하게 된다. 또한 스타크래프트 2의 캠페인과 협동전에서는 밴시의 단점인 공대공 공격이 안된다는 단점을 매꿔줄 유닛으로 골리앗, 망령, 발키리, 과학선, 오딘, 테라트론, 로키, 타우렌 해병, 대천사, 고르곤 전투순양함, 자기 지뢰, 부대원, 그리핀, 전투매, 크산토스, 발리우스, 타격 골리앗, 특수 작전 유령, 정예 해병, 습격 해방선, 밤까마귀 타입-Ⅱ, 아스테리아 망령, 데이모스 바이킹, 테이아 밤까마귀, 군주 전투순양함까지도 모두 포함하게 된다.

## 같이 보기
- 스타크래프트
- 테란